# Kanton San Antonio de Esmoruco
Der Kanton San Antonio de Esmoruco ist ein Gemeindebezirk im Departamento Potosí im südamerikanischen Anden-Staat Bolivien.

## Lage im Nahraum
Der Cantón San Antonio de Esmoruco ist einer von zwei Kantonen in dem Municipio San Antonio de Esmoruco in der Provinz Sur Lípez. Er grenzt im Nordwesten und Westen an das Municipio San Pablo de Lípez, im Süden an die Republik Argentinien und im Osten und Nordosten an den Kanton Guadalupe.
Der Kanton erstreckt sich zwischen etwa 21° 52' und 22° 28' südlicher Breite und 66° 22' und 67° 00' westlicher Länge, er misst von Norden nach Süden bis zu 40 Kilometer, von Westen nach Osten bis zu 55 Kilometer. In dem Kanton gibt es vierzehn Gemeinden, der zentrale Ort ist San Antonio de Esmoruco im nordöstlichen Teil des Kantons mit 370 Einwohnern. Der Kanton liegt auf einer mittleren Höhe von 4600 m, im Zentrum des Kantons liegt der Vulkan Cerro Panizo.

## Geographie
Der Kanton liegt in der Cordillera de Lípez am Südrand des bolivianischen Altiplano, das Klima der Region ist semiarid und weist ein typisches Tageszeitenklima auf.
Die Jahresdurchschnittstemperatur der Region liegt bei 8 bis 9 °C (siehe Klimadiagramm San Antonio), mit einem Monatsdurchschnittswert von etwa 4 °C im Juni/Juli und knapp 12 °C im Dezember und Januar. Der Jahresniederschlag beträgt niedrige 200 mm, wobei die Monate April bis Oktober nahezu niederschlagsfrei sind. Nur von November bis März fallen nennenswerte Niederschläge, mit einem Maximum von etwa 50 mm Monatsniederschlag im Januar.

## Bevölkerung
Die Einwohnerzahl in dem Kanton ist zwischen den letzten beiden registrierten Volkszählungen um etwa die Hälfte angestiegen, die Daten der Volkszählung 2012 liegen noch nicht vor:
| Jahr | Einwohner | Quelle           |
| ---- | --------- | ---------------- |
| 1992 | 704       | Volkszählung     |
| 2001 | 1 169     | Volkszählung     |
| 2012 | .         | noch keine Daten |

Die Bevölkerungsdichte des Municipio San Antonio de Esmoruco bei der Volkszählung 2001 betrug 0,7 Einwohner/km², der Anteil der städtischen Bevölkerung ist 0 Prozent. Der Anteil der unter 15-Jährigen an der Bevölkerung beträgt 48,3 Prozent.
Der Alphabetisierungsgrad bei den über 19-Jährigen beträgt 79 Prozent, und zwar 94 Prozent bei Männern und 64 Prozent bei Frauen. Wichtigste Sprache mit einem Anteil von 98 Prozent ist Quechua, 87 Prozent der Bevölkerung sprechen Spanisch. 92 Prozent der Bevölkerung sind katholisch, 6 Prozent evangelisch. (2001)
Die Lebenserwartung der Neugeborenen liegt bei 59 Jahren. 99,6 Prozent der Bevölkerung haben keinen Zugang zu Elektrizität, 92 Prozent leben ohne sanitäre Einrichtung. (2001)

## Gliederung
Der Cantón San Antonio de Esmoruco untergliedert sich in die folgenden vier Subkantone (vicecantones):
- Vicecanton San Antonio de Esmoruco – 4 Gemeinden – 663 Einwohner (Volkszählung 2001)
- Vicecantón Comunidad El Tholar – 1 Gemeinde – 57 Einwohner
- Vicecantón Río Chilenas – 3 Gemeinden – 96 Einwohner
- Vicecantón Río Mojon – 6 Gemeinden – 353 Einwohner